# Brigueuil
Brigueuil település Franciaországban, Charente megyében. Lakosainak száma 1101 fő (2022. január 1.). Brigueuil Montrollet, Saint-Christophe, Saulgond, Javerdat, Saint-Brice-sur-Vienne és Saint-Junien községekkel határos.

## Népesség
A település népessége az elmúlt években az alábbi módon változott:
| Lakosok száma | 1108 | 957  | 1007 | 1030 | 1053 | 1073 | 1096 | 1103 | 1110 | 1101 |
|               | 1968 | 1982 | 1999 | 2006 | 2011 | 2015 | 2017 | 2018 | 2020 | 2022 |